# Makrofamilie
Als Makrofamilie, Makrophylum oder Superfamilie bezeichnet man in der Sprachwissenschaft die Zusammenfassung mehrerer allgemein in der Fachwelt anerkannter Sprachfamilien zu einer größeren genetischen Einheit. Die historische Phase dieser Einheiten liegt in der Regel sehr weit zurück (10.000 Jahre oder mehr), so dass ihr Nachweis und ihre Widerlegung unmöglich ist. Dies ist der Grund dafür, dass Makrofamilien von vielen Linguisten nicht anerkannt werden.
Es gehört somit zum Wesen der Makrofamilien, dass sie hypothetisch sind und ihnen in der Regel bisher die breite fachwissenschaftliche Anerkennung versagt wurde. Manche hypothetische Makrofamilien haben allerdings den Qualitätswechsel zur „großen Sprachfamilie“ und zur allgemeinen Anerkennung durch die Fachwelt vollziehen können; dazu gehören das Afroasiatische, die Niger-Kongo-Sprachen und ansatzweise auch das Nilosaharanische. Diese drei inzwischen anerkannten Großfamilien wurden von Joseph Greenberg geprägt (vgl. Afrikanische Sprachen), der ebenfalls der Begründer des Eurasiatischen, Amerindischen und Indopazifischen ist.

## Vorgeschlagene Makrofamilien

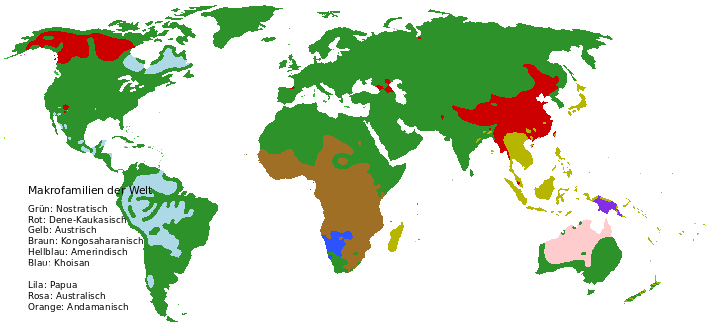
Einige vorgeschlagene Makrofamilien der Welt.
Amerindisch
Andamanisch
Australisch
Austrisch
Dene-Kaukasisch
Khoisansprachen
Kongo-Saharanisch
Nostratisch
Papua-Sprachen

Die wichtigsten zurzeit vorgeschlagenen Makrofamilien sind (Begründer in Klammern):
- Nostratisch   (Pedersen, Illich-Svitych, Dolgopolsky)
- Eurasiatisch   (Greenberg)
- Dene-Kaukasisch   (Starostin, Sergei L. Nikolajew)
- Austrisch   (W. Schmidt, Benedict)
- Indopazifisch   (Greenberg)
- Australisch   (Dixon, Wurm)
- Kongo-Saharanisch   (Greenberg, Gregersen)
- Amerindisch   (Greenberg)

Die australische Makrofamilie ist ein Sonderfall, da ihre genetische Einheit von vielen Forschern akzeptiert wird. Nun hat aber gerade der frühere Hauptvertreter dieser Einheit – R.M.W. Dixon – in seinem neuen umfassenden Werk Australian Languages (2002) diese Einheit wieder in Frage gestellt, so dass man die australischen Sprachen heute eher als eine Makrofamilie ansehen sollte. Ein möglicher Kandidat für eine Makrofamilie ist auch das Khoisan, dessen genetische Einheit inzwischen von den meisten einschlägigen Fachleuten abgelehnt wird.

## Makrogliederung der Sprachen der Erde
Mit den vorgeschlagenen Makrofamilien lassen sich die etwa 6.500 Sprachen der Erde in relativ wenigen genetischen Einheiten übersichtlich zusammenfassen, wie Merritt Ruhlen 1991 und 1994 zeigte. Die folgende Darstellung beruht auf dem unten angegebene Weblink. Dabei wurde das Eurasiatische Greenbergs nach einem Vorschlag von A. Bomhard in das Nostratische eingegliedert.
Gliederung der Sprachen der Erde in Makrofamilien nach Ruhlen 1991 und 1994
- Nostratisch
  - Eurasiatisch (nach Greenberg)
    - Etruskisch †
    - Indogermanisch
    - Uralisch-Jukagirisch
    - Altaisch mit Turkisch, Mongolisch, Tungusisch
    - Koreanisch – Japanisch-Ryūkyū – Ainu
    - Niwchisch
    - Tschuktscho-Kamtschadalisch
    - Eskimo-Aleutisch

  - Kartwelisch
  - Elamo-Dravidisch (nach McAlpin)
    - Elamisch †
    - Harappanisch † (Sprache der Induskultur)
    - Dravidisch

  - Afroasiatisch (nach Greenberg) mit Ägyptisch †, Semitisch, Berberisch, Tschadisch, Kuschitisch, Omotisch

- Dene-Kaukasisch (nach Starostin, Nikolajev)
  - Baskisch
  - Nordkaukasisch
    - Abchaso-Adygeisch
    - Nach-Dagestanisch

  - Hattisch †
  - Hurritisch-Urartäisch †
  - Sumerisch †
  - Jenisseisch
  - Burushaski
  - Nahali
  - Sinotibetisch
  - Na-Dené

- Austrisch (nach W. Schmidt, Benedict)
  - Hmong-Mien
  - Austroasiatisch
  - Tai-Kadai
  - Austronesisch

- Indopazifisch (nach Greenberg)
  - Papua-Sprachen (gliedern sich in 12 genetische Einheiten und einige isolierte Sprachen)
  - Andamanisch
  - Tasmanisch †

- Australisch (nach Wurm, Hattori, Dixon) (genetische Einheit wird heute bezweifelt)

- Kongo-Saharanisch (nach Gregersen)
  - Niger-Kongo (nach Greenberg)
  - Nilosaharanisch (nach Greenberg)

- Khoisan (nach Greenberg) (heute i. A. nicht mehr als genetische Einheit aufgefasst)

- Amerindisch (nach Greenberg)

Damit ließen sich die Sprachen der Welt in acht Makrofamilien zusammenfassen. Die „Schöpfer“ der Makrofamilien sind jeweils angegeben; der übergroße Anteil Joseph Greenbergs an dieser Klassifikationsarbeit ist unverkennbar. Die Zukunft wird zeigen, wie viel von diesem Programm umsetzbar ist. Bis dahin muss sich die Sprachwissenschaft mit einer Fülle von mehreren hundert nachweisbaren genetischen Einheiten begnügen.

## Monogenese
Die weitestgehende Hypothese auf dem Gebiet der Makrofamilien ist die Auffassung von der Monogenese aller Sprachen, also die Vorstellung, dass alle Sprachen weltweit von „einer gemeinsamen Ursprache“, der sog. Proto-Welt-Sprache abstammen. Wegen des enormen Alters dieser Ursprache (sehr grobe Größenordnung: 100.000 Jahre) sind Nachweise aber auch Widerlegungen kaum zu führen, so dass die Hypothese an sich keinen wissenschaftlichen Wert beanspruchen kann. Dennoch wurde z. B. von Merritt Ruhlen und anderen Forschern der Versuch unternommen, globale Wortgleichungen oder Etymologien zu entdecken, also Wörter, die in ähnlicher Lautgestalt und verwandter Bedeutung in vielen Sprachfamilien weltweit verbreitet sind. Die bisher angebotenen „globalen Etymologien“ halten einer seriösen Prüfung jedoch kaum stand.

## Periodikum
- Mother Tongue: Journal of the Association for the Study of Language in Prehistory ASLIP. 1995 ff., ISSN 1087-0326.